# Rochefort (Neuchâtel)
Rochefort es una comuna suiza del cantón de Neuchâtel, situada en el distrito de Boudry. Limita al norte con la comuna de La Sagne, al noreste y este con Val-de-Ruz, al este con Corcelles-Cormondrèche, al sureste con Milvignes, al sur con Boudry, al suroeste con Brot-Dessous, y al oeste y noroeste con Brot-Plamboz.

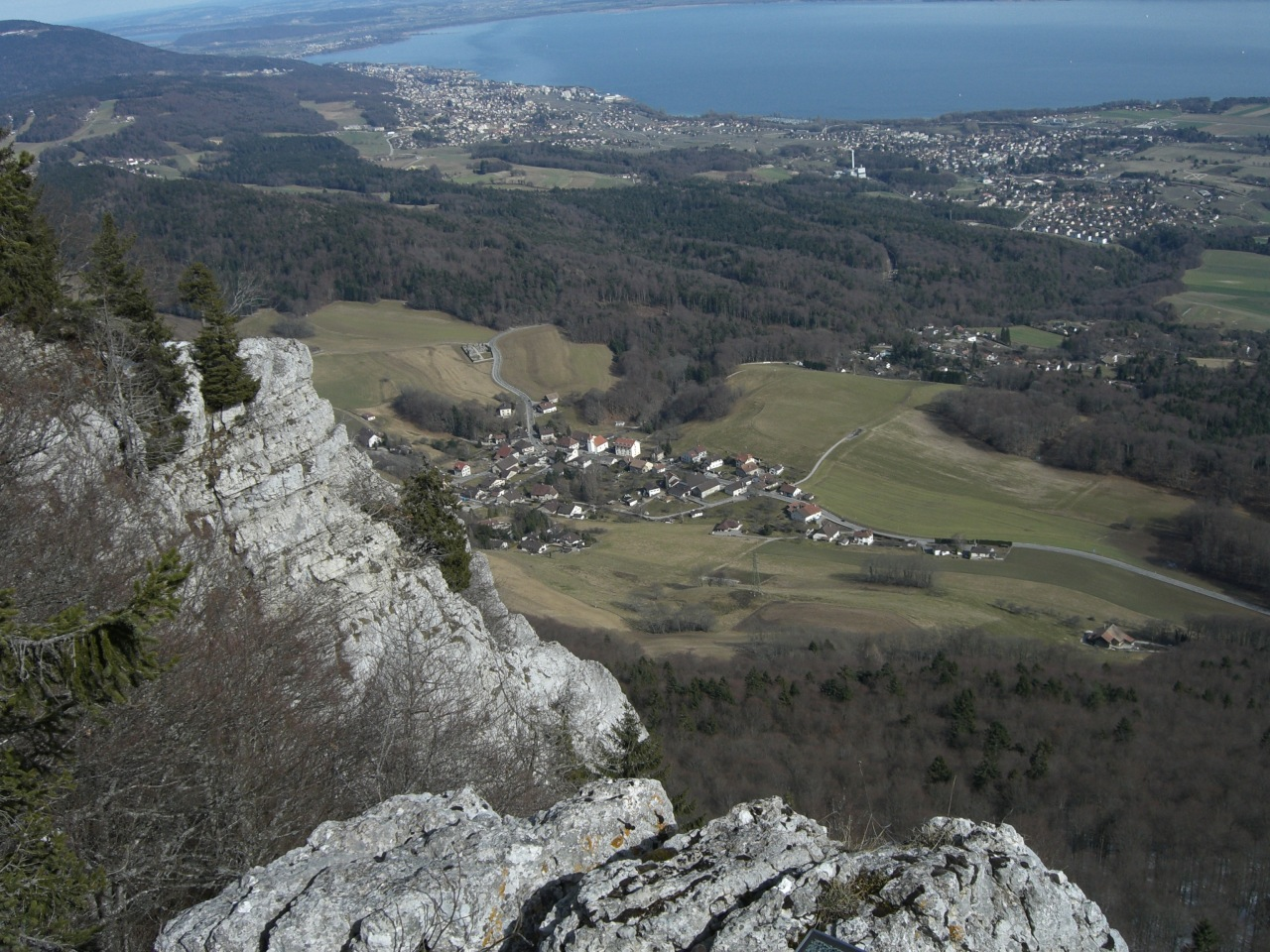
Vista de Rochefort.